# 19139 Apian
19139 Apian è un asteroide della fascia principale. Scoperto nel 1989, presenta un'orbita caratterizzata da un semiasse maggiore pari a 2,5838137 UA e da un'eccentricità di 0,0756470, inclinata di 8,02856° rispetto all'eclittica.
Il nome dell'asteroido è dedicato a Pietro Apiano.